# Ward Cunningham
Howard G. ”Ward” Cunningham, född 26 maj 1949 i Förenta staterna, är en amerikansk programmerare, som skapade wikikonceptet 1994. 
Han har tillsammans med svensken Bo Leuf skrivit boken The Wiki Way: Quick collaboration on the Web.
Cunningham bor i Beaverton, Oregon i USA, och sysslar i dag främst med designmönster och extrem programmering.